# AxEMU

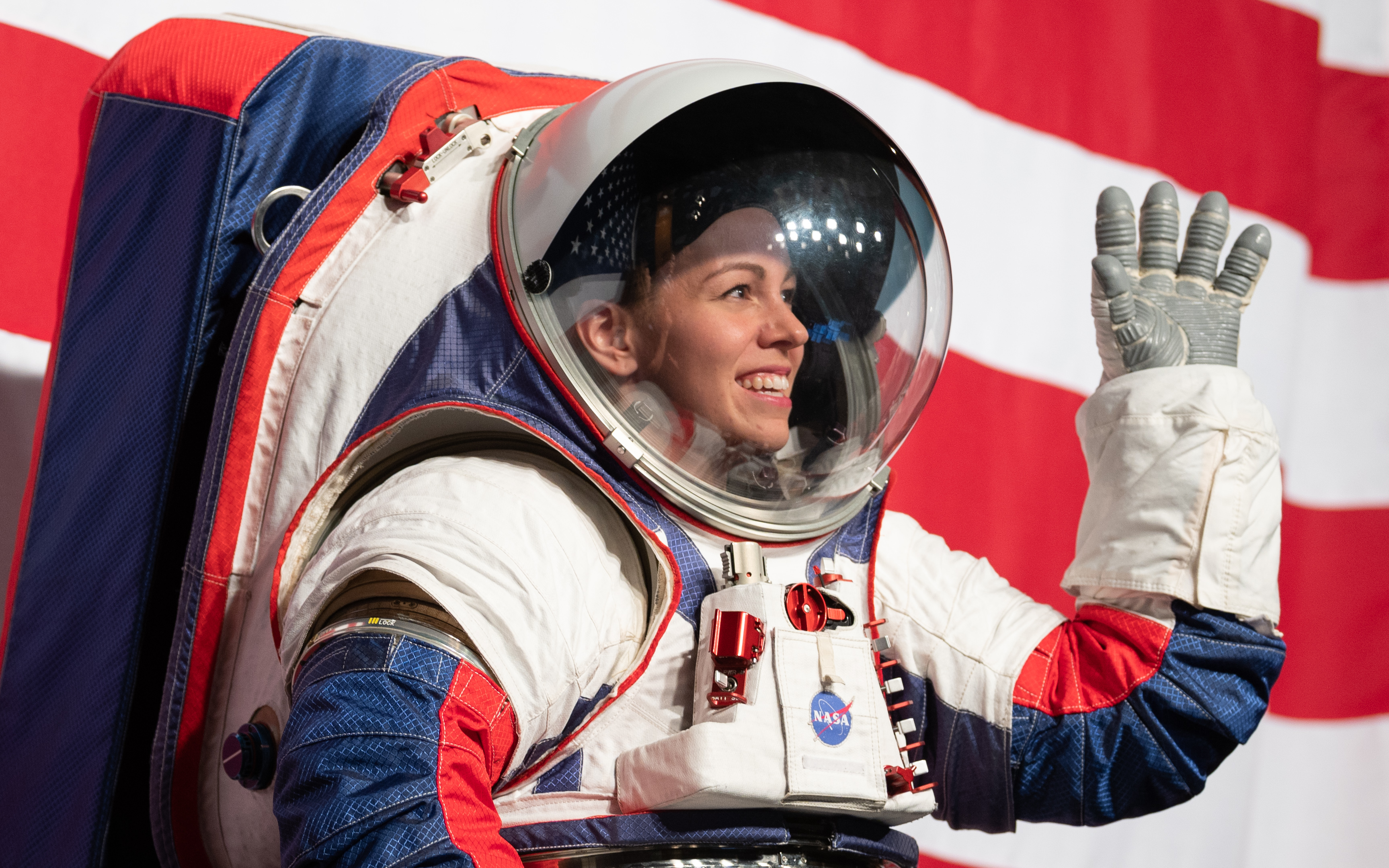
La nouvelle combinaison spatiale n'est plus modulaire mais intégrée (casque, torse, partie inférieure et sac à dos) et son accès se fait par le sac à dos.

L'AxEMU, acronyme de Axiom Exploration Extravehicular Mobility Unit, est la combinaison spatiale développée par l'agence spatiale américaine, la NASA, que les astronautes du programme Artemis porteront pour se déplacer à la surface de la Lune. L'AxEMU est, contrairement à son prédécesseur (l'EMU utilisée pour les sorties extravéhiculaires depuis la Station spatiale internationale), une combinaison spatiale intégrale semi-rigide dans laquelle on entre par une ouverture dans le dos selon la formule utilisée par l'Orlan russe. Elle présente plusieurs innovations permettant de gérer le risque lié au régolithe lunaire, d'éliminer le dioxyde de carbone et de résister aux températures extrêmes rencontrées dans les régions polaires de la Lune (destinations des missions Artemis). Développée au cours des décennies 2010 et 2020 par le centre spatial Johnson de la NASA, sa fabrication a été confiée à la société Axiom. Les astronautes devraient inaugurer la nouvelle combinaison au cours de la mission Artemis III prévue vers 2028.

## Contexte
En 2019, le président américain Donald Trump demande à la NASA de développer de manière accélérée son programme spatial habité visant à ramener des hommes à la surface de la Lune. L'objectif fixé est de lancer une première mission dès 2026. Pour répondre à cet objectif, la NASA met sur pied le programme Artemis qui inclut le développement des lanceurs, vaisseaux spatiaux et équipements variés nécessaires pour mener à bien les missions. Parmi ces derniers figurent la combinaison spatiale que les astronautes devront porter à la surface de la Lune lors de leurs sorties extravéhiculaires. 

## Historique

### Combinaison spatiale EMU
L'EMU (Extravehicular Mobility Unit) est la combinaison spatiale utilisée en 2024 par les astronautes américains durant leurs sorties extravéhiculaires dans l'espace depuis la Station spatiale internationale. Développée dans les années 1970 dans le cadre du programme de la navette spatiale américaine, elle est utilisée pour la première fois lors de la mission STS-6 (1983) par les astronautes Story Musgrave et Donald H. Peterson. Elle dérive de la combinaison spatiale A7L utilisée par les astronautes des missions Apollo à la surface de la Lune mais contrairement à cette dernière, elle n'est pas personnalisée pour chaque astronaute mais est conçue pour être portée par des personnes de taille et de corpulence différentes grâce à une conception modulaire avec des éléments interchangeables : casque, torse, partie inférieure et gants. Une version améliorée, l'Enhanced EMU, est conçue dans les années 1990 pour être mise en œuvre par les astronautes chargés de l'assemblage de la Station spatiale internationale et est utilisée pour la première fois en 1998.

### Recherche autour d'une combinaison spatiale à pression ambiante

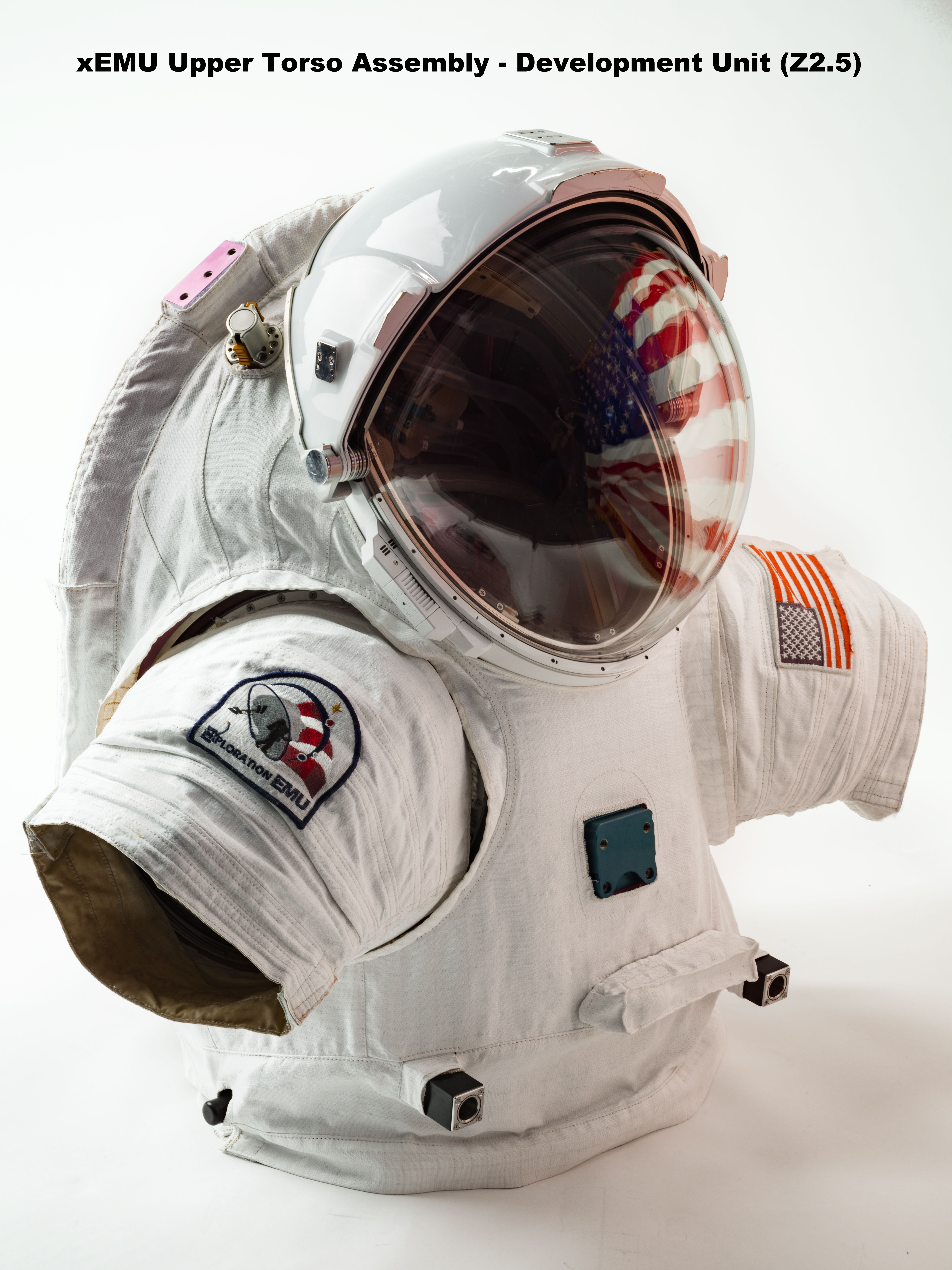
Prototype de l'ensemble torse/casque de l'xEMU développé par la NASA.

Un des besoins les plus complexes à satisfaire dans la conception d'une combinaison spatiale est le maintien de la capacité de l'astronaute à se déplacer et à réaliser des opérations manuelles sans fournir des efforts démesurés. Dans la mesure ou elle est maintenue sous pression, la combinaison spatiale se comporte comme un ballon gonflé et est très difficile à déformer alors que le moindre mouvement rend cette déformation nécessaire. Pour limiter cet inconvénient, toutes les combinaisons spatiales utilisent une atmosphère d'oxygène pur (l'azote n'est pas nécessaire sur de courtes périodes), ce qui permet de diviser la pression interne par trois (environ). Mais si le vaisseau spatial dans lequel séjourne l'astronaute a une atmosphère similaire à celle de la Terre, comme c'est le cas à bord des stations spatiales le passage à une atmosphère d'oxygène pur nécessite une phase de préparation durant laquelle l'astronaute respire au repos de l'oxygène pur pour chasser l'azote du sang et éviter ainsi un accident de décompression. La durée de cette phase dépend de la pression d'oxygène : quatre heures pour les astronautes utilisant l'EMU américain dont l'atmosphère est maintenu à 0,3 atmosphère mais seulement une demi-heure pour les cosmonautes russes qui utilisent l'Orlan dans lequel la pression d'oxygène est de 0,4 atmosphère (avec une rigidité plus importante). Malgré l'utilisation d'une atmosphère d'oxygène pur, les efforts que doivent effectuer les astronautes pour se déplacer et travailler sont énormes et, malgré une préparation physique intense, toute sortie extravéhiculaire est une véritable épreuve de force. 
La NASA décide dans les années 1980 d'explorer la piste de la combinaison rigide articulée permettant de bénéficier d'une atmosphère similaire à celle régnant sur Terre (prototypes AX-1, AX-2, RX-4, RX-5...). L'AX-5, qui constitue le modèle le plus abouti, élimine la nécessité de chasser l'azote du sang mais elle ne permet qu'une mobilité limitée tout en étant complexe à maintenir, massive et lourde. Aussi à la fin des années 1980, la solution de la combinaison spatiale semi-rigide est privilégiée.
Dans les années 2000, la NASA développe une série de prototypes de combinaison spatiale semi-rigide (Z-1, Z-2 et Z-2.5) reprenant les caractéristiques de l'Orlan russe : combinaison spatiale d'une seule pièce (hormis les gants) de taille unique dans laquelle on pénètre par une porte dans le dos. Le programme spatial américain Constellation qui est lancé en 2004 et dont le but est de ramener l'homme sur la Lune donne un objectif concret au projet de nouvelle combinaison spatiale. Mais en 2010, l'administration Obama abandonne le programme Constellation pour des raisons budgétaires avant que celle-ci soit finalisée.

### Programme Artemis
Le programme Artemis qui reprend l'objectif du programme Constellation et vise à amener l'homme dans les régions polaires de la Lune réactive la nécessité de disposer d'une combinaison spatiale adaptée aux conditions rencontrées (températures extrêmement basses dans les zones situées en permanence à l'ombre) et aux objectifs ambitieux assignés aux missions (séjours longs, ...). Le programme xEMU (Exploration EMU), visant à mettre au point la nouvelle combinaison spatiale également adaptée aux sorties extravéhiculaires depuis les stations spatiales, est lancé en 2019. 
Après avoir développé en interne au sein du centre spatial Johnson la réalisation de prototypes, la NASA décide en 2022 de confier la conception détaillée et le développement de la combinaison spatiale à des sociétés privées. Cette décision a été controversée car l'agence spatiale a transféré l'ensemble de la documentation résultant des recherches menées pour un montant de 420 millions US$. Un appel d'offres est lancé qui oppose la société Collins Aerospace qui est le fabricant historique (il a développé les combinaisons utilisées par les équipages Apollo) et Axiom Space dont l'activité principale dans le domaine tourne autour des combinaisons utilisées à bord des stations spatiales. À la surprise des spécialistes, c'est la société Axiom qui est retenue par la NASA début septembre 2022. Axiom évalue la prestation demandée par l'agence spatiale (développement et test des combinaisons spatiales, fourniture d'un jeu de combinaisons pour la mission Artemis III, première mission à la surface de la Lune) à 228,5 millions US$ soit 20% de moins que le montant de la proposition de Collins.

## Caractéristiques techniques

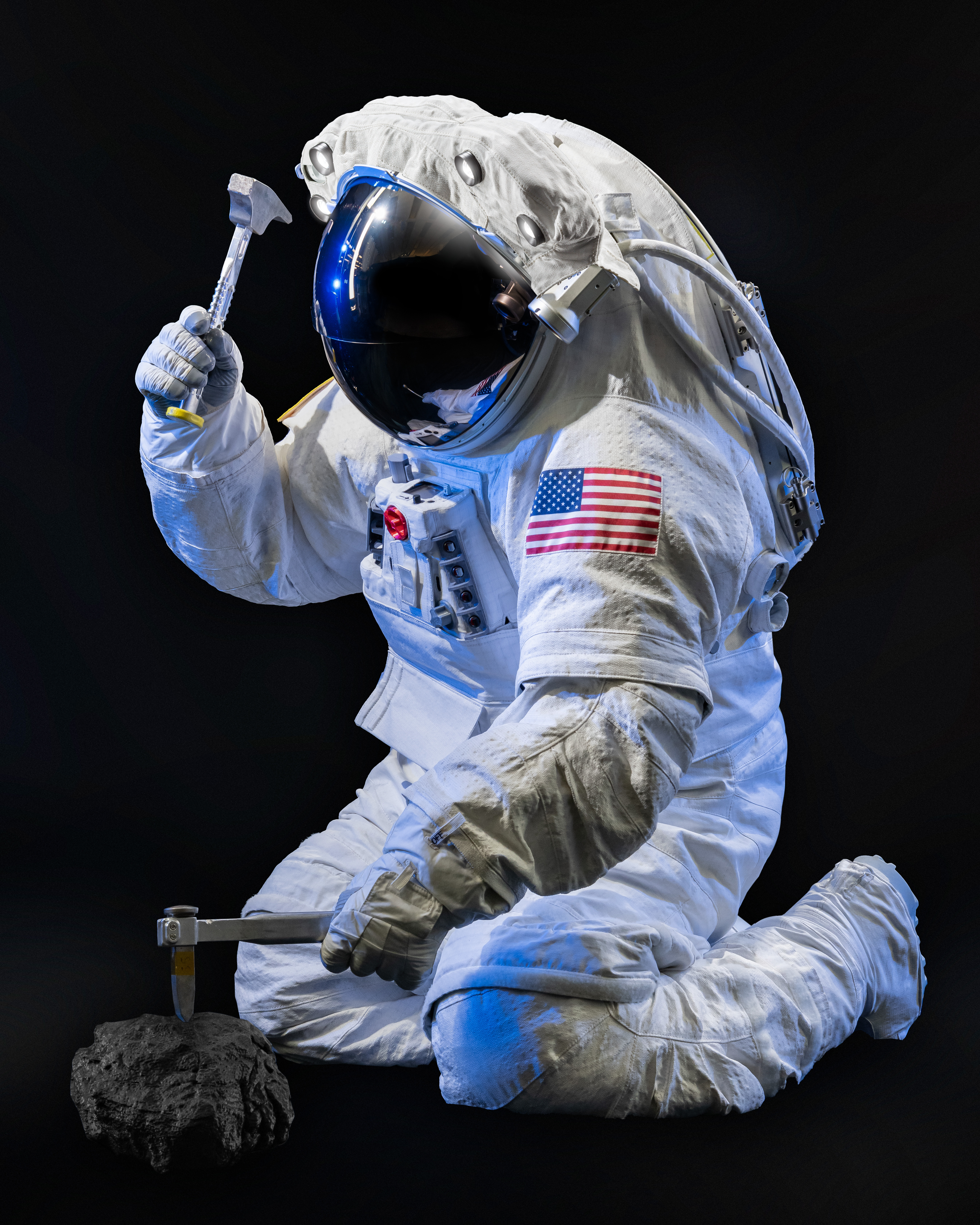
La combinaison spatiale eXMU complète (2022).

Une combinaison spatiale comporte trois sous-ensembles : 
- l'enveloppe pressurisée, baptisée à la NASA PGS (Pressure Garment Sub-Assembly), est à la fois étanche et résistante. Elle est chargée de maintenir l'atmosphère respirable et vivable (température, élimination du dioxyde de carbone et de la sueur) tout en permettant la mobilité de l'astronaute (deux exigences contradictoires comme vu plus haut). Elle comprend un sous-vêtement dans lequel sont incorporés des tubes remplis d'eau qui en circulant permet de maintenir la température dans une plage de températures acceptable.
- l'enveloppe externe, baptisée à la NASA EPG (Environmental Protection Garment), est chargée de protéger l'astronaute des abrasions, de la lumière du Soleil et des micrométéorites.
- le sac à dos, baptisé à la NASA PLSS (Portable Life Support System), contient tous les équipements permettant à l'astronaute de survivre : réservoir d'oxygène principal et de secours, système d'élimination du dioxyde de carbone, pompe de circulation d'eau utilisé pour la régulation thermique, radio, batteries, etc..

Les principales caractéristiques de la combinaison spatiale développée pour les sorties extravéhiculaires des missions Artemis sont les suivantes : 
- La principale évolution porte sur l'abandon de la combinaison spatiale modulaire au profit d'un ensemble intégré (casque + torse + partie inférieure + sac à dos) avec un accès par le sac à dos.
- La combinaison spatiale permet de faire varier la pression interne d'oxygène, ce qui limite le temps consacré à l'élimination de l'azote circulant dans le sang.
- L'élimination du dioxyde de carbone est prise en charge dans la combinaison spatiale en usage par un filtre en oxyde d'argent qui doit être remplacé au bout de quelques heures d'utilisation. La nouvelle combinaison utilise le système Rapid Cycle Amine, reposant sur des filtres en amine, qui allonge la durée de fonctionnement tout en prenant en charge l'élimination de la vapeur d'eau[5]
- Dans les combinaisons spatiales précédentes, l'excédent de chaleur était libéré en sublimant de l'eau dans l'espace (il y avait donc deux circuits d'eau : un circuit fermé chargé de transporter la chaleur et un circuit chargé de l'évacuer dans l'environnement par passage de l'état solide à l'état gazeux). Cette solution, qui consommait beaucoup d'eau (un demi-litre par heure), a été optimisée en utilisant une membrane, baptisée SWME (Spacesuit Water Membrane Evaporator), composée de fibres en polypropylène qui est imperméable à l'eau mais perméable à la vapeur d'eau. Parmi ses avantages figurent l'élimination d'un des deux circuits d'eau, la moindre sensibilité aux contaminants et la longévité[6].
- Le revêtement externe développé avec l'assistance de la marque de prêt à porter Prada comporte des renforts aux coudes et aux genoux pour éviter l'abrasion. Mais surtout elle comporte un dispositif repoussant les particules de régolithe qui constitue une source de problèmes majeurs comme cela a été constaté durant les missions Apollo car ces particules porteuses d'une charge électique ont tendance à adhérer à la combinaison spatiale et à s'infiltrer dans tous les joints.

## Cahier des charges de la NASA
Le cahier des charges de la NASA soumis aux sociétés répondant à l'appel d'offres de 2022 liste les exigences que doit satisfaire la combinaison spatiale lorsqu'elle est utilisée à la surface de la Lune. Le tableau ci-dessous résume les principaux besoins à satisfaire.
| Caractéristique                                                                      | Exigence | Commentaire |
| ------------------------------------------------------------------------------------ | --- | --- |
| Caractéristiques des missions                                                        | | |
| Durée d'une sortie extravéhiculaire                                                  | 8 heures minimum | 9 heures en incluant une heure supplémentaire pour les situations d'urgence. |
| Environnement                                                                        | | |
| Gestion de la poussière lunaire                                                      | 1- Moins de 100 grammes de régolithe lunaire doit pénétrer dans le vaisseau à chaque retour de sortie extravéhiculaire de deux astronautes. 2- La quantité de poussière lunaire de moins de 10 microns pénétrant dans la combinaison spatiale ne doit pas dépasser 1,6 mg/m³ | 1- Hors situation d'urgence. 2 - Poussière pénétrant lors de l'habillage/déshabillage. Risque pulmonaire. |
| Micrométéorites                                                                      | La probabilité de perforation de la combinaison spatiale durant une sortie de 8 heures est inférieure à 0,0004 | |
| Températures                                                                         | La combinaison spatiale peut fonctionner durant deux heures dans les régions en permanence à l'ombre. | |
| Stockage sans maintenance                                                            | La combinaison spatiale reste fonctionnelle sans opération de maintenance après un stockage de 210 jours (objectif 3 ans) | |
| Performances                                                                         | | |
| Taux de dioxyde de carbone                                                           | Le taux de dioxyde de carbone est limité à des valeurs qui dépendent de la durée de la sortie. | L'accumulation de CO2 réduit les performances et peut conduire à des problèmes respiratoires. |
| Température                                                                          | La température au niveau de la peau est maintenue entre 10 et 44°C durant toute la sortie. | |
| Niveau sonore                                                                        | Le niveau sonore (appareils radio) est inférieur à 115 décibels. | |
| Pression partielle d'oxygène                                                         | La pression partielle d'oxygène est toujours maintenue à plus de 0,2 atmosphère (0,2 bars). | L'hypoxie intervient à partir de 0,17 atmosphère. |
| Évacuation de la chaleur corporelle                                                  | Le système de régulation thermique doit pouvoir évacuer une moyenne par heure 352 Watts de chaleur produite par le métabolisme. | La production de chaleur métabolique maximale est supérieure à 700 Watts. |
| Température corporelle                                                               | La température corporelle doit être maintenue entre 36 et 38°C. | |
| Résistance mécanique                                                                 | En gravité lunaire (1/6e de la gravité terrestre), la combinaison spatiale ne doit pas être endommagée par une bille d'acier de 7 centimètres de diamètre lancée à 5 km/h.                                                                                                   | |
| Vision                                                                               | La vision de l'astronaute doit lui permettre d'accomplir ses taches de jour comme de nuit. | Pas d'irritation des yeux, gestion de la buée, .... |
| Rayonnement ultraviolet et infrarouge                                                | Des filtres doivent limiter l'intensité du rayonnement ultraviolet et infrarouge sous des valeurs spécifiées. | Taux de filtrage à 99,99 % pour l'ultraviolet (0,18-0,33 microns) et 5% pour l'infrarouge (0,7-3 microns). |
| Mobilité, dextérité, capacité tactile                                                | La combinaison spatiale doit permettre d'accomplir l'ensemble des taches prévues. La pression d'oxygène (⇒ rigidité de la combinaison) et la position du centre de gravité sont des facteurs importants.                                                                     | Les exigences précises sont détaillées dans d'autres spécifications. |
| Corpulence des astronautes                                                           | La combinaison spatiale doit pouvoir s'adapter à la corpulence de 90% de la population féminine et masculine telle que définie dans l'étude anthropométrique de la population des États-Unis limitée à la classe d'age 35-50 ans.                                            | Taille comprise entre 1,49 et 1,95 mètres, poids compris entre 42,64 et 110,22 kg, plus 18 autres mesures anthropométriques. |
| Autonomie à l'usage                                                                  | L'astronaute doit pouvoir utiliser toutes les fonctionnalités de sa combinaison sans l'assistance d'un autre astronaute. | Comprend notamment les réglages de la radio, de l'intensité lumineuse, du système de régulation thermique, le passage en mode caisson hyperbare, etc. |
| Alertes                                                                              | La combinaison doit pouvoir détecter, indiquer et transmettre les dysfonctionnements, la dégradation des performances, l'utilisation excessive des consommables, le franchissement de seuil des consommables...                                                              | |
| Blessures induites                                                                   | Le port de la combinaison spatiale doit minimiser les impacts physiques. | Par exemple blessure à l'épaule provoquée par le torse rigide. |
| Diffusion des données relatives à la santé et à la sécurité                          | Les données relatives à la santé et à la sécurité doivent être transmises en continu et à une fréquence adéquate au vaisseau et aux autres astronautes. | |
| Mise en œuvre d'outils                                                               | La combinaison spatiale doit permettre la mise en œuvre d'une série d'outils allant du marteau de géologue au volant d'un véhicule en passant par l'utilisation de sacs à échantillons.                                                                                      | Des spécifications externes détaillent les outils que doit pouvoir utiliser l'astronaute dans sa combinaison spatiale. |
| Contamination des échantillons scientifiques                                         | La combinaison spatiale doit permettre de limiter la contamination des échantillons prélevés dans des buts scientifiques. | |
| Volume                                                                               | Le volume de la combinaison spatiale doit permettre à deux astronautes de d'habiller / déshabiller dans le module du vaisseau dédié à cette tache et dans le sas. | Les volumes du module et du sas sont précisés dans un autre document. |
| Renouvellement des consommables                                                      | Les consommables (eau , oxygène, électricité) doivent pouvoir être renouvelés dans le vaisseau spatial. | |
| Gestion des situations d'urgence                                                     | | |
| Gestion d'une perforation de l'enveloppe pressurisée                                 | La combinaison spatiale doit permettre à un astronaute de réintégrer le vaisseau dans un délai de 60 minutes à la suite d'une perforation de son enveloppe pressurisée de 0,42 centimètres de diamètre.                                                                      | |
| Sauvetage d'un astronaute inconscient                                                | La combinaison spatiale doit permettre à un astronaute de déplacer et insérer dans le sas un équipier inconscient. | |
| Sécurité et santé                                                                    | | |
| Tolérance aux pannes                                                                 | La combinaison spatiale doit pouvoir fonctionner malgré la panne de un (aléa critique) ou deux composants (aléa catastrophique). | La défaillance de l'enveloppe pressurisée ou des conduites d'oxygène est exclue de cette exigence. |
| Prévention des accidents de décompression                                            | Durant la phase de préparation d'une sortie extravéhiculaire, la combinaison spatiale doit permettre d'éliminer l'azote dans le sang en moins de 90 minutes pour une pression partielle d'oxygène comprise entre 0,27 et 0,34 atmosphère (=bar).                             | Plus la pression partielle d'oxygène est élevée plus l'élimination de l'azote est rapide (mais plus la combinaison est rigide et donc non mobile). |
| Prise en charge d'un accident de décompression                                       | La combinaison spatiale doit pouvoir servir de caisson hyperbare en maintenant 1,5 bar de pression partielle d'oxygène durant au minimum 6 heures. | |
| Mesures physiologiques                                                               | La combinaison spatiale mesure, enregistre, alerte et retransmet la fréquence cardiaque et le taux de rayonnement reçu. | |
| Déchets organiques                                                                   | La combinaison doit pouvoir gérer sans bloquer/contaminer les voies respiratoires/obscurcir la vue/Obstruer le système de support de vie 500 ml de vomi, 1,7 litres d'urine, 75 grammes de fèces, 115 ml de règles.                                                          | |
| Alimentation                                                                         | La combinaison spatiale fournit au moins 400 kilocalories d'aliments. | Une sortie extravéhiculaire nécessite en moyenne 200 kilocalories par heure dont une partie fournie immédiatement avant ou après la sortie. |
| Eau                                                                                  | La combinaison spatiale fournit au minimum 240 ml d'eau par heure de sortie (2 litres pour 8 heures) | |
| Caractéristiques physiques                                                           | | |
| Masse                                                                                | La masse maximale combinée de la combinaison spatiale utilisée pour les sorties extravéhiculaire et de la combinaison utilisée à l'intérieur du vaisseau ne doit pas dépasser 232,4 kg par astronaute + 2,3 kg par sortie extravéhiculaire                                   | Cette valeur ne comprend pas les outils emportés lors des sorties (marteau de géologue, etc...) |
| Dimensions                                                                           | Les dimensions de la combinaison spatiale doivent être compatibles avec le diamètre des écoutilles (80 centimètres) | |
| Identification                                                                       | Une marque externe doit permettre d'identifier chaque astronaute. | Objectif : permettre d'identifier sur les vidéos quel astronaute réalise quelle tache pour des besoins de suivi sur le terrain et historique. |
| Comptabilité avec le système de support de vie de la Station spatiale internationale | La combinaison spatiale ne doit pas introduire des produits chimiques dans des quantités incompatibles avec les capacités du système de traitement de l'atmosphère de la station                                                                                             | Les différents produits chimiques avec les quantités maximales acceptables sont fournis. |
| Système d'information                                                                | | |
| Enregistrement des paramètres de fonctionnement                                      | La combinaison spatiale doit pouvoir enregistrer, stocker et restituer toutes les informations fournies par les capteurs de la combinaison spatiale. | Objectif : permettre de diagnostiquer les pannes. |
| Informations restituées à l'astronaute                                               | Les informations clés du fonctionnement de la combinaison spatiale doivent être restituées à l'astronautesous forme graphique et numérique. | Ces informations sont : consommables disponibles, liste des procédures, photos, chronomètre, données stockées, message émis et reçus, viseur de la caméra, notes accompagnant les prises audio/photo/vidéo, carte avec position des astronautes et fonction de navigation, données biomédicales. |
| Liaison Wifi haut débit                                                              | La combinaison spatiale permet le transfert de données et de vidéos à haut débit avec une portée de 100 mètres. | |
| Système de communication radio bidirectionnel                                        | L'astronaute dispose d'un émetteur radio bidirectionnel avec un système de reconnaissance vocale efficace à 90%. | Objectif du système de reconnaissance vocal : identifier les erreurs de communication. |
| Liaison télécom par câble                                                            | Le système de communication de la combinaison spatiale doit pouvoir passer par une interface physique. | |
| Mise à jour du logiciel interne                                                      | La combinaison spatiale permet la mise à jour du firmware et les logiciels embarqués. | |
| Portée de la liaison radio avec le vaisseau                                          | La portée est au minimum de 500 mètres avec un objectif de 2 kilomètres. | |
| Caméra incorporée                                                                    | La caméra incorporée permet de réaliser des vidéos haute définition avec une transmission en temps réel et une capacité de stockage permettant d'enregistrer toute la sortie.                                                                                                | |
| Gestion des taches                                                                   | | |
| Éclairage                                                                            | La combinaison spatiale fournit une source d'éclairage adaptée à l'environnement et aux différents types de tache à réaliser en microgravité comme à la surface de la Lune                                                                                                   | |